# Lankacythere
Lankacythere is een geslacht van kreeftachtigen uit de klasse van de Ostracoda (mosselkreeftjes).

## Soorten
- Lankacythere coralloides (Brady, 1886) Bhatia & Kumar, 1979
- Lankacythere elaborata Whatley & Zhao (Yi-Chun), 1988
- Lankacythere euplectella (Brady, 1869) Zhao (Yi-Chun) & Whatley, 1988
- Lankacythere multifora Mostafawi, 1992 †
- Lankacythere reticulata Khosla & Nagori, 1989 †
- Lankacythere scotti (Brady, 1890)